# Băcioiu, Bacău
Băcioiu este un sat în comuna Corbasca din județul Bacău, Moldova, România.